# Andy Warhol: The Complete Picture
Andy Warhol: The Complete Picture è un documentario del 2002 diretto da Chris Rodley e basato sulla vita del pittore statunitense Andy Warhol.